# Христианство в Туркменистане

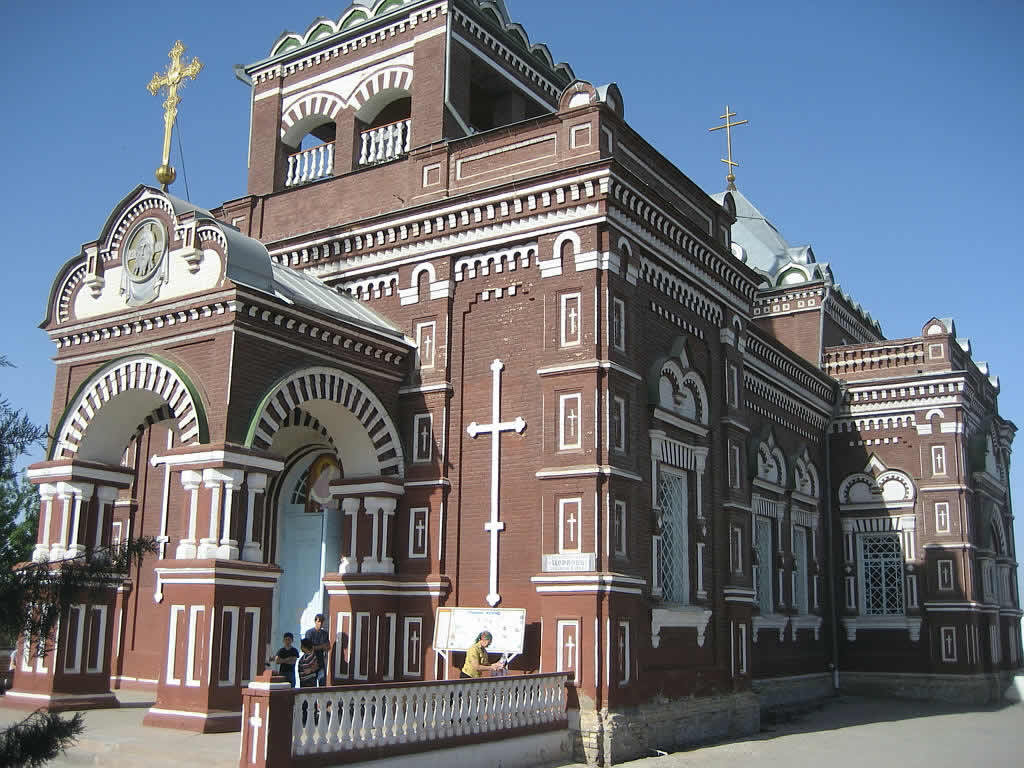
Православный храм Покрова Пресвятой Богородицы в Мары

Около 5% населения Туркменистана являются христианами.
По закону страны, с 2003 года все религиозные группы должны быть зарегистрированы, незарегистрированная религиозная деятельность не допускается.

## История
В III в н. э. в Мерве появляются первые христиане. Свидетельством их деятельности является христианский некрополь III—VI веков в окрестностях Старого Мерва, а также сооружение Хароба-Кошук в 18 километрах от Мерва, которое некоторыми исследователями считается руиной христианского (несторианского) храма. Первым епископом Мерва значится Бар Шаба, который, согласно собственной хронике, излечил от болезни Шираран, сестру царя Шапура, она обратилась в христианство и за это была сослана царем в Мерв. Там она начала миссионерскую деятельность, построила храм и призывает в Мерв Бар Шабу, который прибывает туда с другими священниками и необходимым инвентарем. Достаточно долгое время в Мерве выпускали монеты с изображением креста на оборотной стороне.

## Русская Православная Церковь
Русская Православная Церковь в Туркменистане официально зарегистрирована и является крупнейшей организацией  религиозного меньшинства в стране. С 2007 года православные в Туркменистане объединены в Патриаршее благочиние приходов Русской православной церкви в Туркменистане.

## Протестанты
Несколько тысяч жителей Туркменистана — приверженцы различных протестантских церквей. Первые протестанты (баптисты, меннониты, лютеране) появились в этом крае ещё в конце XIX века. В годы советской власти в республике возникла община адвентистов.
В настоящее время в Туркменистане действуют несколько пятидесятнических объединения (общее число прихожан — 1,1 тыс.), два баптистских союза (несколько сот прихожан), лютеране, адвентисты, Новоапостольская церковь, Международная церковь Христа (реставрационисты) и движение евангельских христиан «Великая благодать».

## Прочие конфессии
Число католиков в Туркменистане очень невелико — около 50 человек.